# Сосковский район
Соско́вский райо́н — административно-территориальная единица (район) и муниципальное образование (муниципальный район) в Орловской области России.
Площадь — 611,57 км².
Население — 5116 чел. (2023).
Административный центр — село Сосково.

## География
Расположен в западной части области.
Время
Сосковский район, как и вся Орловская область, находится в часовой зоне МСК (московское время). Смещение применяемого времени относительно UTC составляет +3:00.

### Климат
Климат района умеренно—континентальный (в классификации Кёппена — Dfb). Удалённость от моря и  взаимодействующие между собой северо-западные океанические и восточные континентальные массы воздуха определяют характер погоды. Зима умеренно прохладная. Периодически похолодания меняются оттепелями. Лето неустойчивое, со сменяющимися периодами сильной жары и прохлады.
Атмосферные осадки выпадают в умеренном количестве, по месяцам распределяются неравномерно — наибольшее их количество выпадает в летнее время.
Водные ресурсы
Основные реки — Крома, Ицка.

## История
Район образован 30 июля 1928 года с центром в селе Верхняя Боевка в составе Орловского округа Центрально-Чернозёмной области. В январе 1931 года район был упразднён, его территория передана Урицкому району.
18 января 1935 года Сосковский район восстановлен с центром в селе Сосково уже в составе Курской области. 27 сентября 1937 года район вошёл в состав вновь образованной Орловской области. В феврале 1963 года район был снова ликвидирован, его территория вошла в состав Урицкого сельского района.
23 августа 1985 года район был второй раз восстановлен за счёт разукрупнения Урицкого района.

## Население
| 1959   | 1989  | 2002  | 2009  | 2010  | 2012  | 2013  | 2014  | 2015  |
| ------ | ----- | ----- | ----- | ----- | ----- | ----- | ----- | ----- |
| 23 824 | ↘9122 | ↘8214 | ↘7514 | ↘5982 | ↘5786 | ↘5672 | ↘5534 | ↘5476 |
| 2016   | 2017  | 2018  | 2019  | 2020  | 2021  | 2023  |       |       |
| ↘5429  | ↘5424 | ↘5355 | ↘5270 | ↘5179 | ↗5348 | ↘5116 |       |       |

### Национальный состав
По итогам переписи населения 2020 года проживали следующие национальности (национальности менее 0,1 % и другое, см. в сноске к строке «Другие»):
| Национальность | Численность, чел. | Доля     |
| -------------- | ----------------- | -------- |
| Русские        | 5114              | 95,62 %  |
| Украинцы       | 28                | 0,52 %   |
| Таджики        | 17                | 0,32 %   |
| Узбеки         | 17                | 0,32 %   |
| Сербы          | 15                | 0,28 %   |
| Табасараны     | 13                | 0,24 %   |
| Цыгане         | 12                | 0,22 %   |
| Даргинцы       | 8                 | 0,15 %   |
| Молдаване      | 8                 | 0,15 %   |
| Татары         | 6                 | 0,11 %   |
| Белорусы       | 6                 | 0,11 %   |
| Армяне         | 6                 | 0,11 %   |
| Другие         | 98                | 1,85 %   |
| Итого          | 5348              | 100,00 % |

Конфессиональный состав
Большинство населения считает себя православными. Есть также мусульмане.

## Административно-муниципальное устройство
Сосковский район в рамках административно-территориального устройства включает 7 сельсоветов.
В рамках организации местного самоуправления на территории района созданы 7 муниципальных образований со статусом сельских поселений:
| № | Муниципальное образование       | Административный центр | Количество населённых пунктов | Население (чел.) | Площадь (км²) |
| - | ------------------------------- | ---------------------- | ----------------------------- | ---------------- | ------------- |
| 1 | Алмазовское сельское поселение  | село Алмазово          | 10                            | ↘388             | 57,47         |
| 2 | Алпеевское сельское поселение   | село Гнилое Болото     | 12                            | ↘923             | 123,4         |
| 3 | Кировское сельское поселение    | село Новогнездилово    | 15                            | ↘512             | 114,2         |
| 4 | Лобынцевское сельское поселение | деревня Лобынцево      | 12                            | ↘275             | 68            |
| 5 | Мураевское сельское поселение   | деревня Мураевка       | 7                             | ↘462             | 49,3          |
| 6 | Рыжковское сельское поселение   | село Рыжково           | 15                            | ↘513             | 88,6          |
| 7 | Сосковское сельское поселение   | село Сосково           | 11                            | ↘2043            | 110,6         |

## Населённые пункты
В Сосковском районе 82 населённых пункта.
| №  | Населённый пункт  | Тип     | Население | Муниципальное образование       |
| -- | ----------------- | ------- | --------- | ------------------------------- |
| 1  | Алмазово          | село    | ↘246      | Алмазовское сельское поселение  |
| 2  | Алпеево           | деревня | 29        | Алпеевское сельское поселение   |
| 3  | Альшанка          | деревня | 7         | Алпеевское сельское поселение   |
| 4  | Анахино           | деревня | 28        | Алпеевское сельское поселение   |
| 5  | Бекин             | посёлок | 4         | Мураевское сельское поселение   |
| 6  | Бородинки         | деревня | 12        | Кировское сельское поселение    |
| 7  | Бук               | посёлок | 31        | Алпеевское сельское поселение   |
| 8  | Веденский         | посёлок | 0         | Алмазовское сельское поселение  |
| 9  | Верхняя Боёвка    | село    | ↘154      | Алпеевское сельское поселение   |
| 10 | Весёлый           | посёлок | 0         | Алмазовское сельское поселение  |
| 11 | Волчьи Ямы        | деревня | ↘130      | Кировское сельское поселение    |
| 12 | Гнилое Болото     | село    | ↘205      | Алпеевское сельское поселение   |
| 13 | Гончаровка        | деревня | 17        | Кировское сельское поселение    |
| 14 | Городище          | деревня | 1         | Кировское сельское поселение    |
| 15 | Гуровка           | посёлок | 0         | Алмазовское сельское поселение  |
| 16 | Дерюгино          | деревня | 29        | Кировское сельское поселение    |
| 17 | Должонки          | село    | ↘184      | Мураевское сельское поселение   |
| 18 | Дубрава           | посёлок | 1         | Лобынцевское сельское поселение |
| 19 | Дюкарево          | деревня | ↘233      | Сосковское сельское поселение   |
| 20 | Ельково           | деревня | 20        | Сосковское сельское поселение   |
| 21 | Еньшино           | деревня | 42        | Рыжковское сельское поселение   |
| 22 | Ефимовка          | деревня |           | Рыжковское сельское поселение   |
| 23 | Жихаревка         | посёлок | 11        | Сосковское сельское поселение   |
| 24 | Жихарево          | село    | ↘56       | Рыжковское сельское поселение   |
| 25 | Звягинцево        | деревня | ↘84       | Сосковское сельское поселение   |
| 26 | Зяблово           | деревня | ↘88       | Алмазовское сельское поселение  |
| 27 | Ивановка          | деревня | 16        | Алпеевское сельское поселение   |
| 28 | Игино             | деревня | 11        | Кировское сельское поселение    |
| 29 | Каменец           | деревня | 9         | Рыжковское сельское поселение   |
| 30 | Камень            | посёлок | 13        | Рыжковское сельское поселение   |
| 31 | Катыши            | деревня | 9         | Мураевское сельское поселение   |
| 32 | Кирово            | село    | ↘179      | Кировское сельское поселение    |
| 33 | Ключниково        | деревня | 38        | Рыжковское сельское поселение   |
| 34 | Костеевка         | деревня | 46        | Алпеевское сельское поселение   |
| 35 | Кочевая           | деревня | 15        | Алмазовское сельское поселение  |
| 36 | Красная Новь      | посёлок | 1         | Кировское сельское поселение    |
| 37 | Красная Ягода     | посёлок | 4         | Кировское сельское поселение    |
| 38 | Кукуевка          | деревня | 20        | Сосковское сельское поселение   |
| 39 | Лебяжье           | деревня | 1         | Кировское сельское поселение    |
| 40 | Ленинский         | посёлок | 0         | Лобынцевское сельское поселение |
| 41 | Лобынцево         | деревня | ↘160      | Лобынцевское сельское поселение |
| 42 | Людское           | село    | 6         | Лобынцевское сельское поселение |
| 43 | Малорыжково       | посёлок | 14        | Рыжковское сельское поселение   |
| 44 | Мартьяново        | деревня | ↘104      | Сосковское сельское поселение   |
| 45 | Маслово           | деревня | ↘79       | Мураевское сельское поселение   |
| 46 | Маяк              | посёлок | 74        | Алпеевское сельское поселение   |
| 47 | Мелихово          | село    | ↘69       | Мураевское сельское поселение   |
| 48 | Мирный            | посёлок | 11        | Лобынцевское сельское поселение |
| 49 | Мураевка          | деревня | ↘169      | Мураевское сельское поселение   |
| 50 | Мыцкое            | село    | ↘170      | Сосковское сельское поселение   |
| 51 | Нижняя Боёвка     | деревня | 17        | Алмазовское сельское поселение  |
| 52 | Новая Жизнь       | село    | 8         | Лобынцевское сельское поселение |
| 53 | Новогнездилово    | село    | ↘96       | Кировское сельское поселение    |
| 54 | Новоключниковский | посёлок | 14        | Рыжковское сельское поселение   |
| 55 | Новорыжково       | посёлок | 35        | Рыжковское сельское поселение   |
| 56 | Новосёлки         | посёлок | 4         | Рыжковское сельское поселение   |
| 57 | Обрывище          | посёлок | 5         | Лобынцевское сельское поселение |
| 58 | Озеровка          | деревня | 1         | Алмазовское сельское поселение  |
| 59 | Орехово           | деревня | 43        | Сосковское сельское поселение   |
| 60 | Первомайский      | посёлок | 1         | Рыжковское сельское поселение   |
| 61 | Печки             | деревня | 8         | Рыжковское сельское поселение   |
| 62 | Прилепы           | деревня | ↘165      | Алпеевское сельское поселение   |
| 63 | Прилепы           | деревня | 74        | Рыжковское сельское поселение   |
| 64 | Пятницкий         | посёлок | 1         | Лобынцевское сельское поселение |
| 65 | Рубчая            | деревня | 16        | Сосковское сельское поселение   |
| 66 | Рыжково           | село    | ↘327      | Рыжковское сельское поселение   |
| 67 | Свободная Жизнь   | деревня | 13        | Рыжковское сельское поселение   |
| 68 | Сковородовка      | деревня | ↘78       | Лобынцевское сельское поселение |
| 69 | Соломановка       | посёлок | 4         | Лобынцевское сельское поселение |
| 70 | Сосково           | село    | ↘1794     | Сосковское сельское поселение   |
| 71 | Старогнездилово   | село    | ↘33       | Кировское сельское поселение    |
| 72 | Степь             | посёлок | 1         | Кировское сельское поселение    |
| 73 | Суворовка         | деревня | 1         | Лобынцевское сельское поселение |
| 74 | Толмачёво         | деревня | ↘109      | Кировское сельское поселение    |
| 75 | Трактор           | посёлок | 1         | Алмазовское сельское поселение  |
| 76 | Троицкий          | посёлок | 10        | Алпеевское сельское поселение   |
| 77 | Хмелевая          | деревня | ↘168      | Алпеевское сельское поселение   |
| 78 | Цвеленево         | село    | ↘82       | Мураевское сельское поселение   |
| 79 | Чистое Поле       | посёлок | 0         | Кировское сельское поселение    |
| 80 | Шаховцы           | деревня | 7         | Алмазовское сельское поселение  |
| 81 | Шаховцы           | деревня | 20        | Сосковское сельское поселение   |
| 82 | Ястребинка        | деревня | 0         | Лобынцевское сельское поселение |